# Списак највиших зграда у Словенији
Већина највиших зграда у Словенији налази се у Љубљани. Тренутно највиша зграда јесте Кристална палата, висока 89 m.

## Највише зграде
Списак највиших зграда у Словенији. У списку наведене су само зграде чија је изградња завршена.
| Ранг | Име                          | Локација    | Висина у метрима | Спратност | Година изградње | Напомене |
| ---- | ---------------------------- | ----------- | ---------------- | --------- | --------------- | --- |
| 1    | Кристална палата             | Љубљана     | 89               | 20        | 2011.           | Највиша зграда у Словенији.                                                                                                 |
| 2    | World Trade Center Ljubljana | Љубљана     | 75               | 18        | 1993.           | Највиша зграда у Словенији пре 2010. године.                                                                                |
| 3    | Тиволска 50                  | Љубљана     | 71               | 15        | 1981.           | |
| 4    | Неботичник                   | Љубљана     | 70               | 13        | 1933.           | Први облакодер изграђен у Словенији. У тренутку изградње, то је била највиша зграда на Балкану и девета по висини у Европи. |
| 5    | ТР 3                         | Љубљана     | 69               | 17        | 1973.           | |
| 5    | Црква Светог Јосипа          | Љубљана     | 69               | N/А       | 1922.           | Највиша црква у Словенији.                                                                                                  |
| 6    | УКЦ Марибор                  | Марибор     | 65.5             | 16        | 1973.           | Највиша зграда у Словенији изван Љубљане.                                                                                   |
| 7    | Бетнавски парк               | Марибор     | 65               | 3x17      | 2009/10.        | |
| 7    | Црква Светог Јакоба          | Љубљана     | 65               | N/А       |                 | |
| 8    | Еда центар                   | Нова Горица | 62               | 15        | 1963.           | |
| 9    | Металка                      | Љубљана     | 60               | 15        | 1963.           | |
| 9    | ТР 2                         | Љубљана     | 60               | 12        | 1975.           | |
| 10   | Р5                           | Љубљана     | 59               | 17        | 2010.           | |
| 11   | Францисцејска црква          | Марибор     | 58               | N/А       | 1900.           | |
| 12   | Катедрала у Марибору         | Марибор     | 57               | N/А       | 1623.           | |